# Flussgolddukaten

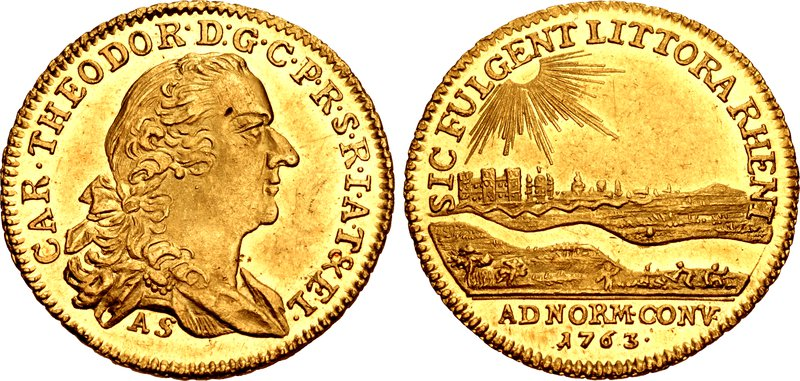
Kurpfälzischer Flussgolddukaten von 1763 (Rheingold, Durchmesser 21,5 mm)

Flussgolddukaten sind Münzen, die aus dem Gold der Flüsse Donau, Rhein, Eder, Isar, Inn und Schwarza geprägt wurden. Sie zeigen meist durch Bild und Schrift die Herkunft des Goldes an. Die Goldwäschereien für Dukatenprägungen wurden vom 17. bis 19. Jahrhundert betrieben. Sie lieferten nur geringe Mengen an Gold, die zu Münzen ausgeprägt wurden. Flussgolddukaten sind deshalb selten und besonders wertvoll.

## Münzgeschichte

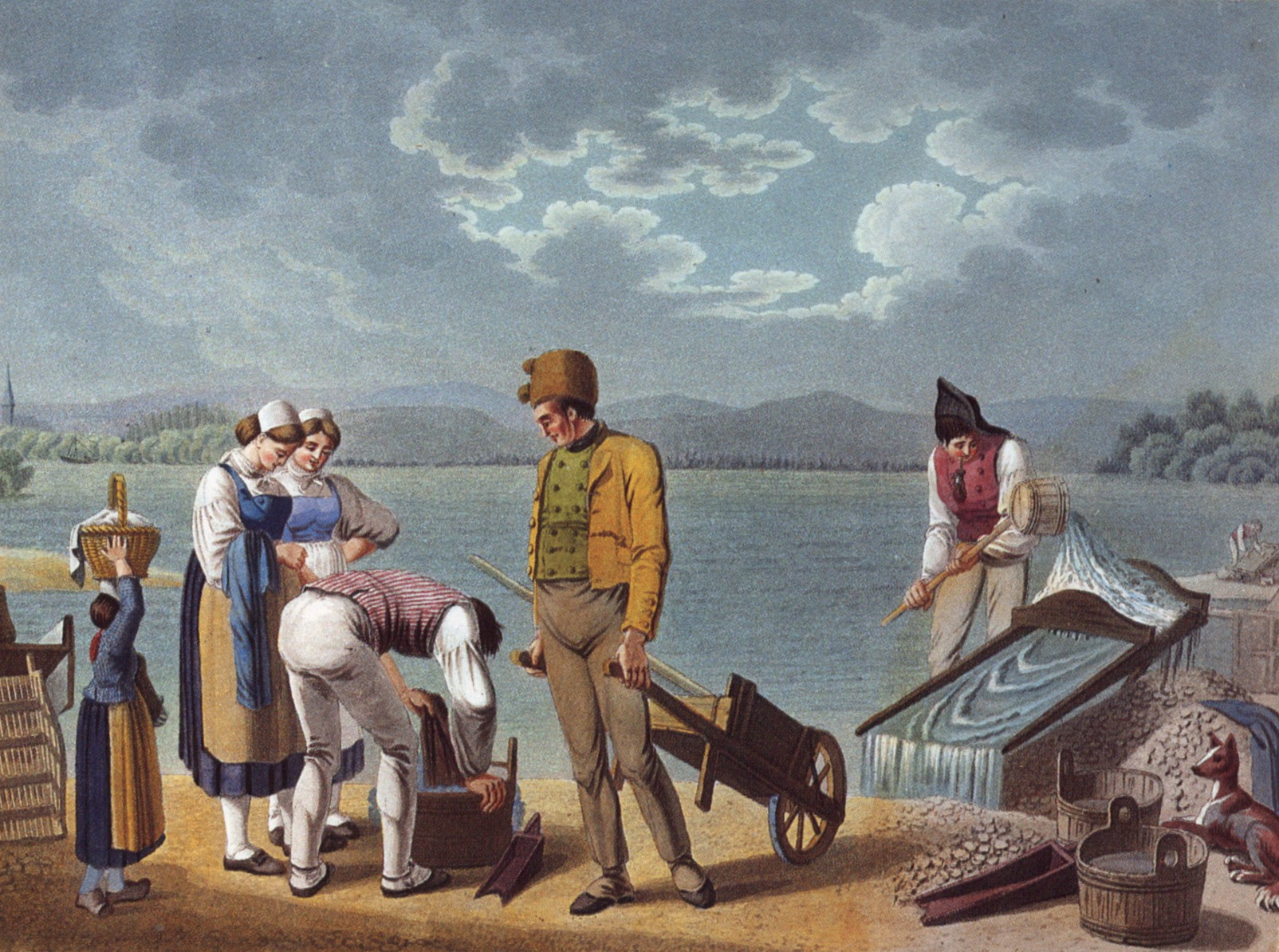
Goldwaschen am Rhein, hier bei Karlsruhe im Großherzogtum Baden um 1825

In Kleine Beiträge zur … Münzwissenschaft von Johann Jakob Spieß (1768) sind die Bedingungen für das Goldwaschen am Rhein im Kurfürstentum Pfalz genannt. Demnach wurde die Goldwäsche eigens verpflichteten Untertanen, „so man Goldwascher nennet“,

„gegen Entrichtung einer geringen Recognition in temporal Bestand verliehen, jedoch mit dem Beding, daß selbige [die Goldwäscher] das sammlende Gold nirgends als an ihren Landesherrn verkauffen dörffen […].“

Das Goldwaschen geschah dort, so J. J. Spieß, „wo der Rheinstrom sich etwas breiter in dortige Fläche ausdehnet“. Das Flussgold wurde aus dem schwarzen Sand gewaschen,

„so daß dieser Sand […] auf raue Tücher, mit darüber gegossenen Wasser geschüttet und die darinnen befindliche Goldkörner von solchem behutsam abgesondert werden. Jene müssen demnach zum Tiegel gebracht, und durch den Mercurium gereinigt werden […].“

Das heißt, dass durch Zuführung von Quecksilber (Amalgamation) das Gold herausgelöst bzw. gereinigt wurde, um es zu erschmelzen. Die geringe Ausbeute ließ eine Mechanisierung des Goldwaschens nicht zu. Das Ergebnis war Gold mit einem Feingehalt von achtzehn bis neunzehn Karat mit zwei bis drei Karat Silber vermischt.
Flussgolddukaten gibt es von Kurpfalz, Bayern, Baden, Mainz und Hessen. Sie wurden hauptsächlich in Bayern von 1756 bis 1863 und Baden von 1767 bis 1854 geprägt. Der erste als solcher gekennzeichnete Dukaten ist ein pfälzischer Halbdukaten aus dem Jahr 1674. Er stammte von Karl Ludwig (1648–1680), Kurfürst von der Pfalz (Linie Pfalz-Simmern). Die letzte deutsche Münze aus Flussgold ist ein bayerischer Dukaten von 1863. Kurpfälzische Rheingolddukaten, mit dem Münzbild der sonnenbeschienenen Stadtansicht Mannheims mit dem Rhein (siehe oben), gibt es schon ab 1742 unter Karl Philipp (1716–1742).
Die Herkunft des Goldes ist meist in lateinischer Sprache aufgeprägt. Beispiele sind:
- EX AURO RHENI – aus dem Gold des Rheins (Bayern)
- EX SABVLIS RHENI – aus dem Sand des Rheins (Baden)
- SIC FULGENT LITTORA RHENI – so glänzen die Ufer des Rheins (Kurpfalz)
- AURUM/RHENI – Rheingold (Mainz)
- EX AURO DANVBII – aus dem Gold der Donau (Bayern)
- EX AURO ISARÆ– aus dem Gold der Isar (Bayern)
- EX AURO OENI – aus dem Gold des Inn (Bayern)
- SIC FVLG(ent) LITORA ADRANAE AURI FLVAE – so glänzen die Ufer der goldführenden Eder (Hessen-Kassel)

Die besonders gekennzeichneten Raritäten zeigen meist auf den Rückseiten Städtebilder mit dem jeweiligen Fluss sowie auch Flussgötter mit Quellurne, aus der Wasser strömt. Die Rheingolddukaten des Großherzogtums Baden sind ab dem Prägejahr 1832 (Auflage 6631 Stück) bis zur letzten Prägung von 1854 (Auflage 1820 Stück) nur an der Rückseitenumschrift EIN DUCAT AUS RHEINGOLD zu erkennen. Bei den Flussgolddukaten des Königreichs Bayern sind die Prägezahlen mit anderen Dukaten nur zusammengefasst angegeben.

## Münzbeschreibung eines Rheingolddukaten
– Siehe den abgebildeten Flussgolddukaten von 1763
Das Besondere am Münzbild des Rheingolddukaten der Kurpfalz ist, dass er Goldwäscher am Rhein bei ihrer Arbeit zeigt. Der Flussgolddukaten von 1763 stammt aus der Münzstätte Mannheim. Das Raugewicht beträgt 3,49 Gramm, der Durchmesser 21,5 Millimeter und der Feingehalt 23 Karat 8 Grän (= 986/1000).

### Vorderseite
Die Vorderseite zeigt die drapierte Büste des Kurfürsten Karl Theodors von der Pfalz, darunter die Buchstaben A S. Das ist die Signatur und zugleich auch das Münzmeisterzeichen des kurpfälzischen Hof-Medailleurs, Münzstempelschneiders und Münzmeisters Anton Schäffer in einer Person.
- Umschrift: CAR(olus) • THEODOR(us) • D(ei) : G(ratia) • C(omes) • P(alatinus) • R(heni) • S(acri) • R(omani) • I(mperii) • A(rchi) • T(hesaurarius) & EL(ector)[15][16]
  - Übersetzung: Karl Theodor von Gottes Gnaden Pfalzgraf bei Rhein des Heiligen Römischen Reiches Erzschatzmeister und Kurfürst.

### Rückseite
Auf der Rückseite präsentiert sich die von der Sonne bestrahlte kurfürstliche Residenzstadt Mannheim mit dem Schloss. Im Vordergrund am linken Ufer des Rheins befinden sich Goldwäscher. Im Abschnitt wurde mit AD NORM(am) •  CONV(entionis) •  / 1763 • (= in Übereinstimmung mit dem Abkommen) auf die Münzkonvention hingewiesen.
- Umschrift: SIC FULGENT LITTORA RHENI
  - Übersetzung: So glänzen die Ufer des Rheins.

Anmerkung: Nach J. J. Spieß befinden sich die auf der Rückseite des Dukaten dargestellten, mit ihrer Arbeit beschäftigten Goldwäscher am linken Ufer des Rheins, „welche die Gegend von Seltz und Hagenbach vorstellet“.